# Iéna (cuirassé)
Pour les articles homonymes, voir Iéna (homonymie).
L’Iéna est un cuirassé d’escadre  pré-dreadnought de 12 750 tonnes. Lancé en septembre 1898, l’Iéna était, en 1907, une des unités les plus récentes de la flotte française ; il portait le nom d’une des plus grandes victoires de Napoléon dont on venait juste de fêter le centenaire en grande pompe, la bataille d'Iéna. Le Suffren, lancé le 25 juillet 1899, sera un modèle dérivé de l’Iéna.

## Carrière
Ce navire, mis en chantier le 3 avril 1897 à Brest, est une modification du type Charlemagne précédent. Lancé en septembre 1898, il est armé définitivement le 14 avril 1902. Il sert dans l'escadre de la Méditerranée. En 1906, lors de l'éruption du Vésuve, il est envoyé à Naples pour porter secours.
Il est désarmé le 3 juillet 1907. Utilisé comme navire-cible, il est coulé le 2 décembre 1909. L'épave est vendue en 1912.

## L'explosion de l’Iénadans le port de Toulon
Mardi 12 mars 1907, l’Iéna était entré depuis quelques jours dans un des bassins de carénage de Missiessy - dans le port militaire de Toulon - pour une visite de sa coque. Les travaux étaient presque achevés, tout était normal ; vers une heure passée de l’après-midi, les hommes d’équipage regagnèrent leur poste, les ouvriers de l’arsenal n'étaient pas encore revenus à bord. Une première explosion se produisit. Une grande flamme jaillit d'une cheminée et du monte-charge de la soute tribord. L’incendie gagna rapidement les autres soutes et les torpilles, les explosions se succédèrent.
Les toitures de trois ateliers furent soufflées. Le Suffren, qui se trouvait dans un bassin proche, se coucha presque complètement sur tribord. Des éclats furent projetés à des centaines de mètres, blessant des passants et tuant même un enfant dans les bras de sa nourrice. Les dégâts furent considérables. Des débris humains furent dispersés dans un rayon de 200 mètres.
Sur un équipage de 630 hommes, officiers compris, le bilan officiel fut de 37 blessés, dont l’amiral Henri-Louis Manceron légèrement blessé, et de 118 morts, dont sept officiers parmi lesquels le capitaine de vaisseau Adigard qui commandait le navire.
Le jour même, le ministre de la Marine, Gaston Thomson, partit pour Toulon où il arriva le lendemain. Dans un contexte international toujours tendu au lendemain de la crise de Tanger l’émotion fut vive. Les messages de sympathie affluèrent du monde entier. Le roi Édouard VII d’Angleterre et l’infant d’Espagne se rendirent sur les lieux et visitèrent l’épave.
Les obsèques nationales eurent lieu le samedi 23 mars sur la place d’Armes à Toulon en présence du Président Armand Fallières, des différentes personnalités dont Mgr Guillibert évêque de Fréjus et des corps constitués. Les cercueils des victimes  étaient portés par des prolonges d’artillerie et le long cortège funèbre défila devant les survivants réunis.
Une enquête parlementaire sur l’origine de la catastrophe fut immédiatement ouverte. Le gouvernement Clemenceau constitua une commission mixte, la Commission scientifique d'étude des poudres de guerre créée le 6 avril suivant par décret du président Fallières. L’enquête mit en cause la poudre B. En vieillissant, la poudre B se décomposait, devenait instable et s’auto-enflammait. C’est ainsi que débuta la fameuse « affaire des poudres », qui opposa violemment Léopold Maissin, alors directeur de la poudrerie du Moulin blanc au Relecq-Kerhuon près de Brest et Albert Louppe, alors directeur de la poudrerie de Pont-de-Buis qui se rejetèrent réciproquement les responsabilités. Cette polémique dura jusqu’en 1914, ravivée en novembre 1911 par l’explosion du cuirassé Liberté.
En 1908-1909, l’Iéna fut amarré en baie d'Alycastre à Porquerolles pour servir de cible de tir pour la Marine. Il servit en particulier à la mise au point des obus perforants, devant exploser seulement après avoir traversé le blindage de la cible.

## Commandants
- Eugène Alphonse Voiellaud (1853-1903), capitaine de vaisseau, nommé commandant le 15 octobre 1901, prise de possession le 1er janvier 1903, jusqu'à sa mort le 4 septembre 1903 à Vevey.Porte pavillon du contre-amiral René-Julien Marquis (1846-1929), commandant de la 2e division de l'escadrille de la Méditerranée[1]
- Auguste Joseph Marie Georges Bouxin (1853-1924), capitaine de vaisseau, commandant du Iéna du 5 novembre 1903 au 1er janvier 1905, porte pavillon du contre-amiral Léon Barnaud (1845-1909),  commandant une Division de l'escadre de la Méditerranée[2]
- Paul Adigard (1853-1907), capitaine de vaisseau, nommé le 16 novembre 1905, porte-pavillon du contre-amiral Henri-Louis Manceron (1848-1917), commandant la 2e division de l'escadre de la Méditerranée. Paul Adigard est mort le 12 mars 1907 dans l'explosion de son bâtiment dans le bassin de Missiessy à l'arsenal de Toulon qui fit 117 morts et 33 blessés

## Personnalités ayant servi à son bord
- Victor Maurice Fontaine (1857-1933), capitaine de frégate, commandant en Second du 1er janvier 1903 au 1er janvier 1904[3]
- François Benoît Clément Vertier (1865-1907), capitaine de frégate, chef d'État-Major de la 2e division de l'escadre de la Méditerranée, mort le 12 mars 1907 dans l'explosion du Iéna[4]
- Charles Dumesnil (1868-1946), sort major de l'école supérieure de marine et embarque sur le Iéna comme officier de manœuvre. Il se distingue par son courage et son énergie lors de l’explosion du Iéna, et mérite alors un nouveau témoignage de satisfaction.
- Robert Joseph Thomas (1864-1907), lieutenant de vaisseau, affecté sur le Iéna en 1907, il y trouve la mort lors de l'explosion de celui-ci[5]
- Victor Jean Antoine Roux (1879-1907), enseigne de vaisseau. C'est en tentant d'ouvrir les vannes du bassin Missiessy pour tenter éteindre l'incendie du Iéna qu'il fut tué par l'explosion de la soute à munitions. Chevalier de la Légion d'honneur à titre posthume en 1926, la marine à donné son nom à un torpilleur d'escadre: Enseigne Roux, et la Municipalité de Saint-Étienne a donné son nom à une rue de la ville, une plaque commémorative fut posée sur le mur du collège Saint-Michel qu'il fréquenta à Saint-Étienne[6]. Il est inscrit au Mémorial des Officiers de la Marine[7]